# Tekkadın
Koordinaten: 36° 29′ 14″ N, 34° 0′ 26″ O
| Tekkadın |

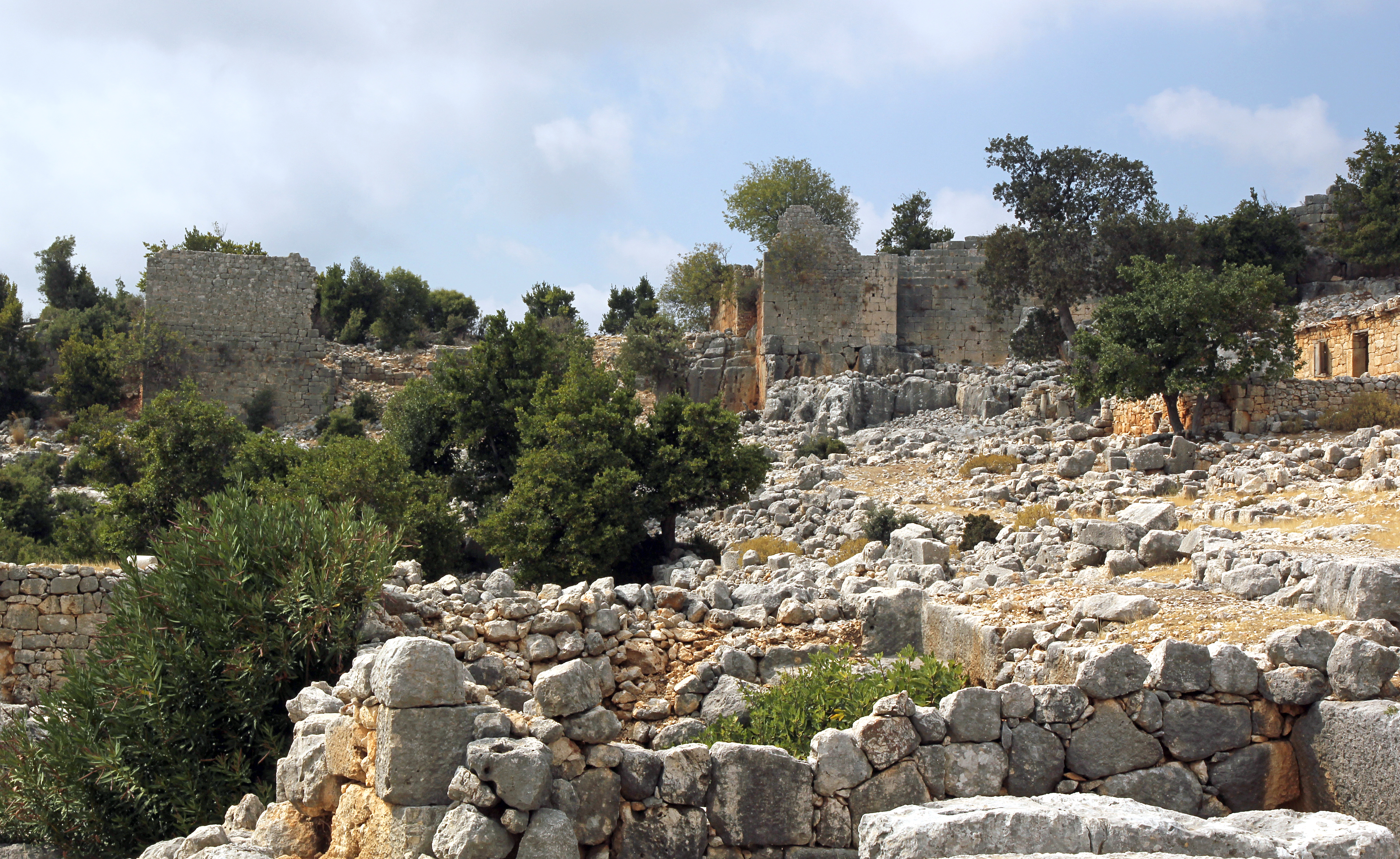
Teile der Befestigungsmauern

Tekkadın (auch Takkadın, früher Takadyn) ist die türkische Bezeichnung der Ruinen einer römisch-byzantinischen Siedlung im Rauen Kilikien (Kilikia Tracheia) in der Südtürkei. Sie ist möglicherweise identisch mit dem byzantinischen Bischofssitz Prakana (Πρáκανα).

## Lage
Tekkadın liegt im Landkreis Silifke der türkischen Provinz Mersin, etwa zwölf Kilometer nördlich von Silifke und etwa ebensoweit westlich von Kızkalesi. Vom östlichen Ende der früheren Hafenbucht des antiken Korasion, heute Atakent, führt eine Straße über Türkmenuşağı ins bergige Hinterland, vorbei an den Ruinenstätten von Paslı und Mezgit Kalesi nach Olba und Diokaisareia, heute Uzuncaburç. Zwei Kilometer hinter Paslı liegen links der Straße auf einem steilen Hang zum Tal Yenibahçe Deresi in einer Höhe von zwischen 650 und 700 Metern die Ruinen von Tekkadın. Auf der gegenüberliegenden Seite der Schlucht liegt der Ruinenkomplex Barakçıkale.

## Beschreibung

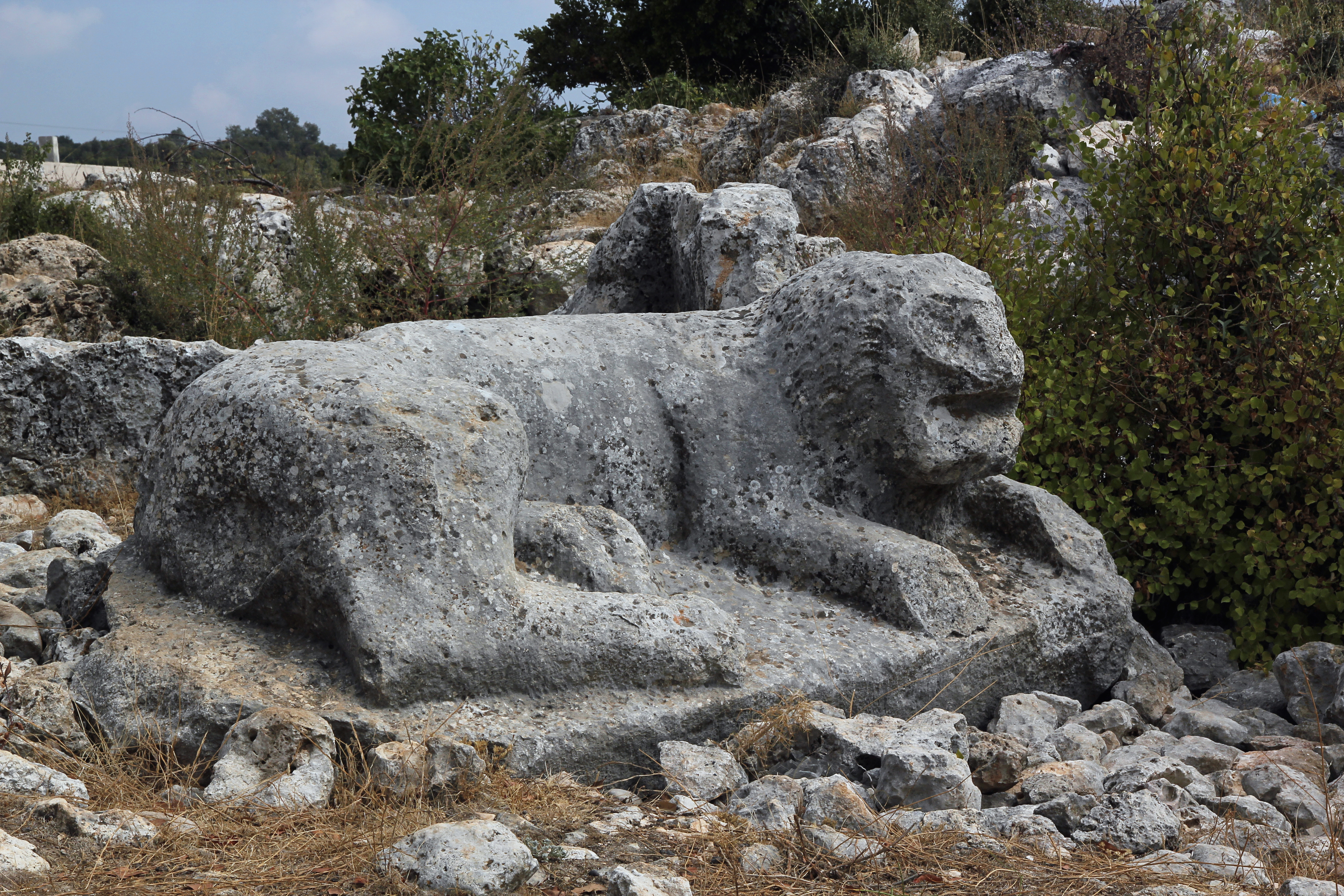
Sarkophagdeckel mit Löwenskulptur

Die Kleinstadt bestand aus etwa hundert Häusern und bedeckt auf einem in das Tal ragenden Felssporn eine Fläche von etwa 200 × 400 Metern. Der Zugang im Osten führt über einen gepflasterten Weg vorbei an Sarkophagen, von denen einer mit einer beeindruckenden Löwenskulptur geschmückt ist. Etwas weiter westlich an einer Kuppe sind die Reste einer Kirche zu sehen. Es war eine dreischiffige Säulenbasilika mit einer Apsis nach Osten. Diese hat in der Achse ein kleines Fenster und war außen rechteckig ummantelt. Seitlich und hinter der Apsis lagen Nebenräume. Der feingezahnte Akanthus der gefundenen Kapitellfragmente gibt einen Anhaltspunkt für die Datierung des Kirchenbaus ins Ende des 5. bis Anfang des 6. Jahrhunderts.
Danach öffnet sich das Gelände nach Westen, am westlichen Ende des Sporns sind die polygonalen Reste einer antiken Befestigung von mächtigem Quadermauerwerk umbaut. Vermörtelte Spolienquader im Süden der Mauern sind hochmittelalterlich. Im Norden und Süden erstreckt sich das Gebiet der Kleinstadt mit Wohnhäusern, teils aus Polygonalmauerwerk, teils in Quadern, darunter einige Ölpressen. Im Süden findet sich am Hang eine weitere, einschiffige Kapelle aus dem 5./6. Jahrhundert, von der kein Bauschmuck erhalten ist. Nach Westen liegt eine Nekropole mit Felsgräbern, Sarkophagen und Chamosorien (in den anstehenden Fels gehauene Sarkophage). Sie zieht sich bis auf den südlichen Gegenhang.

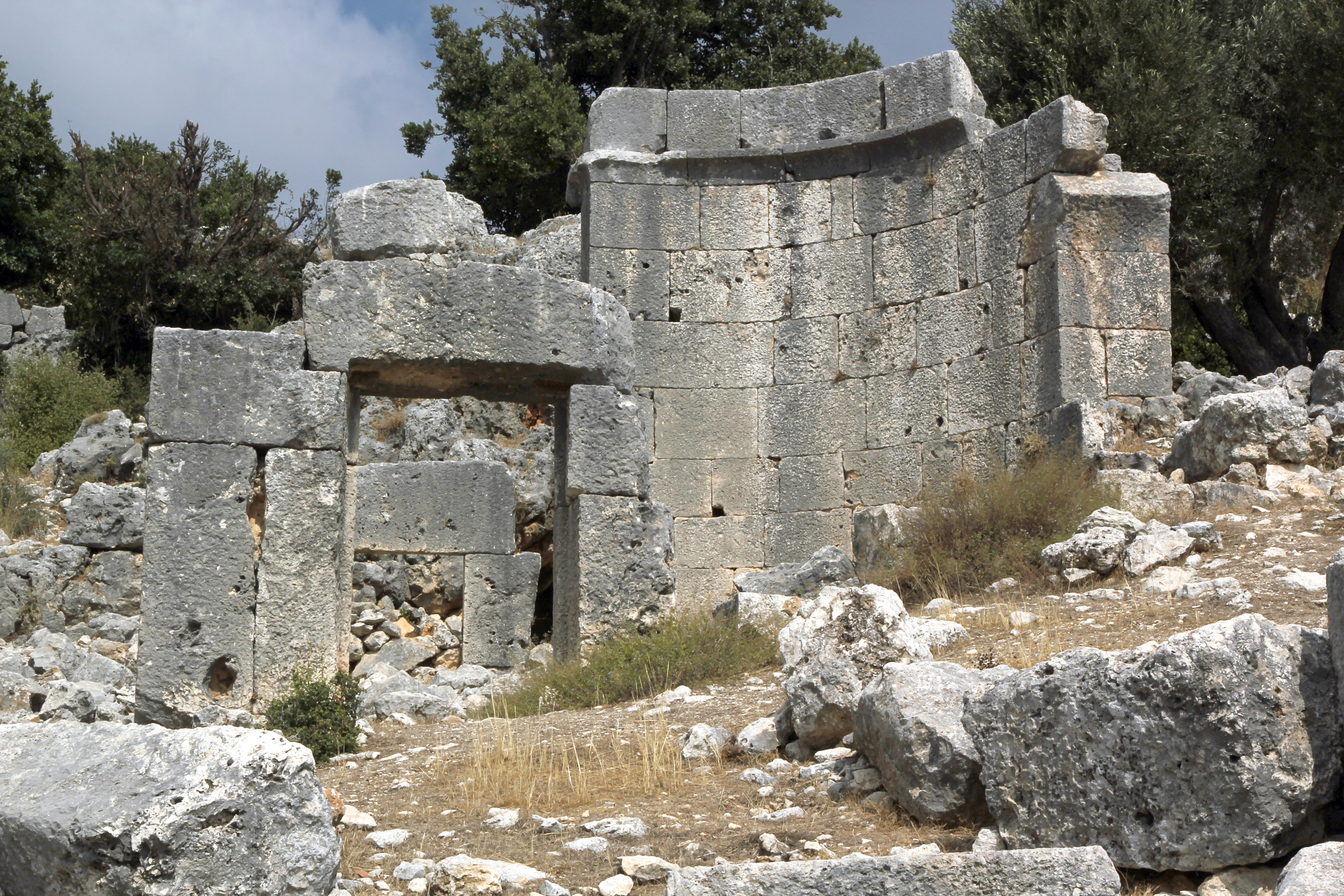
Apsis der Basilika
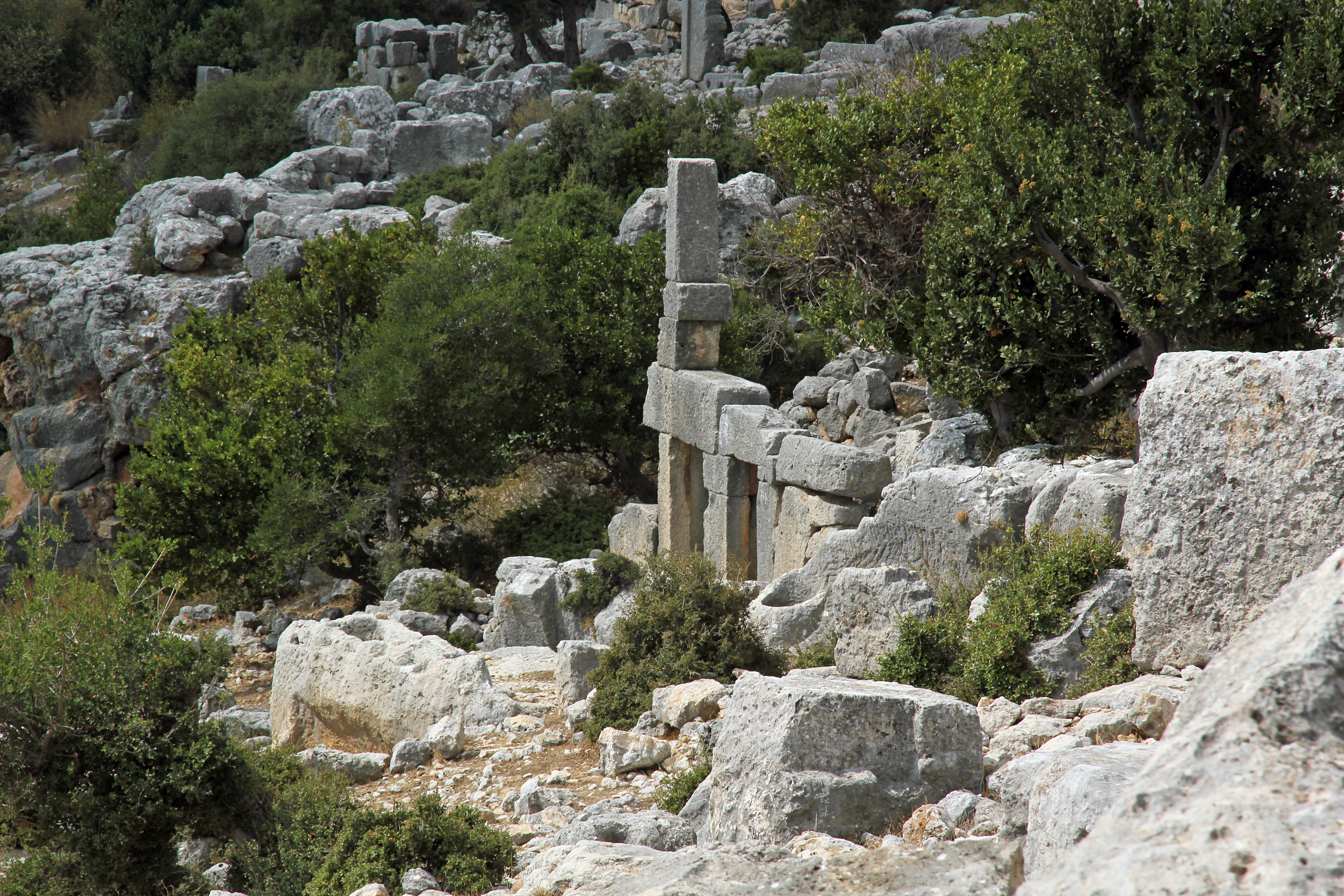
Römische Häuser
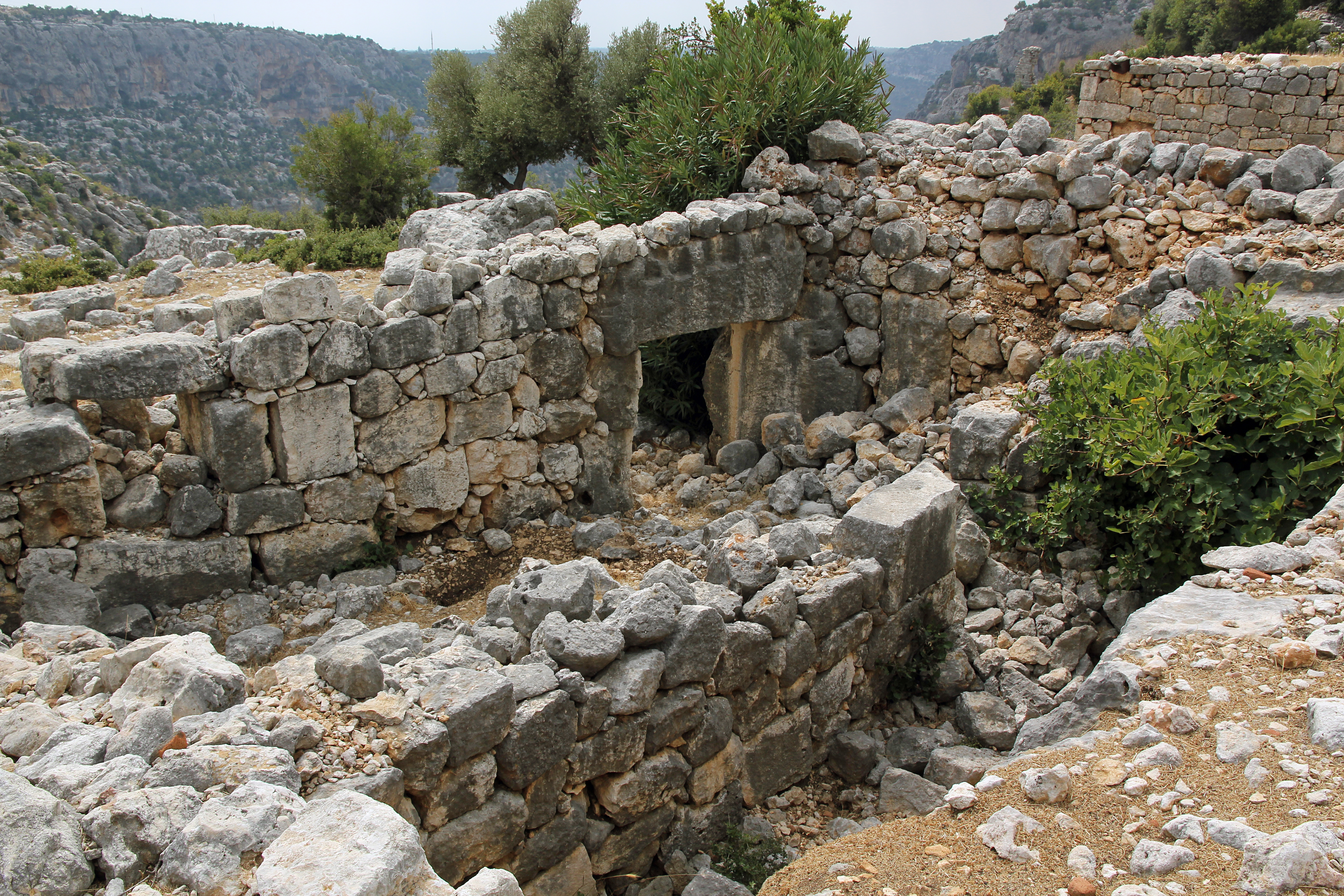
Römisches Haus
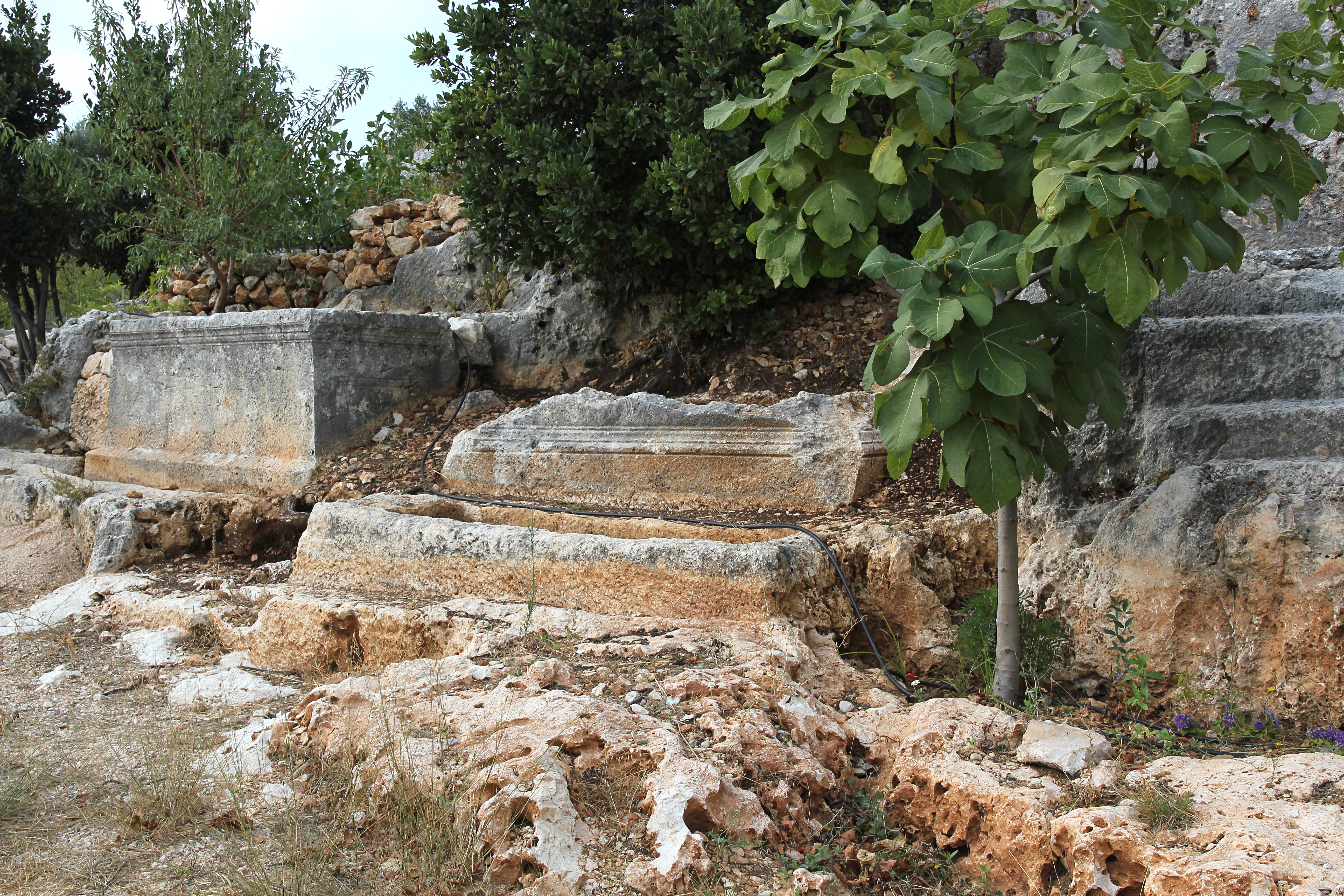
Sarkophage

## Deutung
Tekkadın wird als ein möglicher Standort der byzantinischen Stadt Prakana angesehen. Ein Bischof Manzon von Prakana nahm 787 am Zweiten Konzil von Nikaia teil. Er wird allerdings auch als Bischof von Diokaisareia geführt, weshalb Prakana oft damit gleichgesetzt wird. In einer Notitia des 9. Jahrhunderts wird Prakana dagegen als eigenständiges Bistum neben Diokaisareia aufgeführt. Der Ort wurde im 12. Jahrhundert von den Seldschuken erobert, fiel später an das Königreich Kleinarmenien unter Leo II. und mehrfach wieder an Seldschuken und Armenier zurück. Ein weiterer Lokalisierungsvorschlag für Prakana ist das auf der anderen Seite des Yenibahçe Deresi liegende Meydan Kalesi.